# Хурритская литература

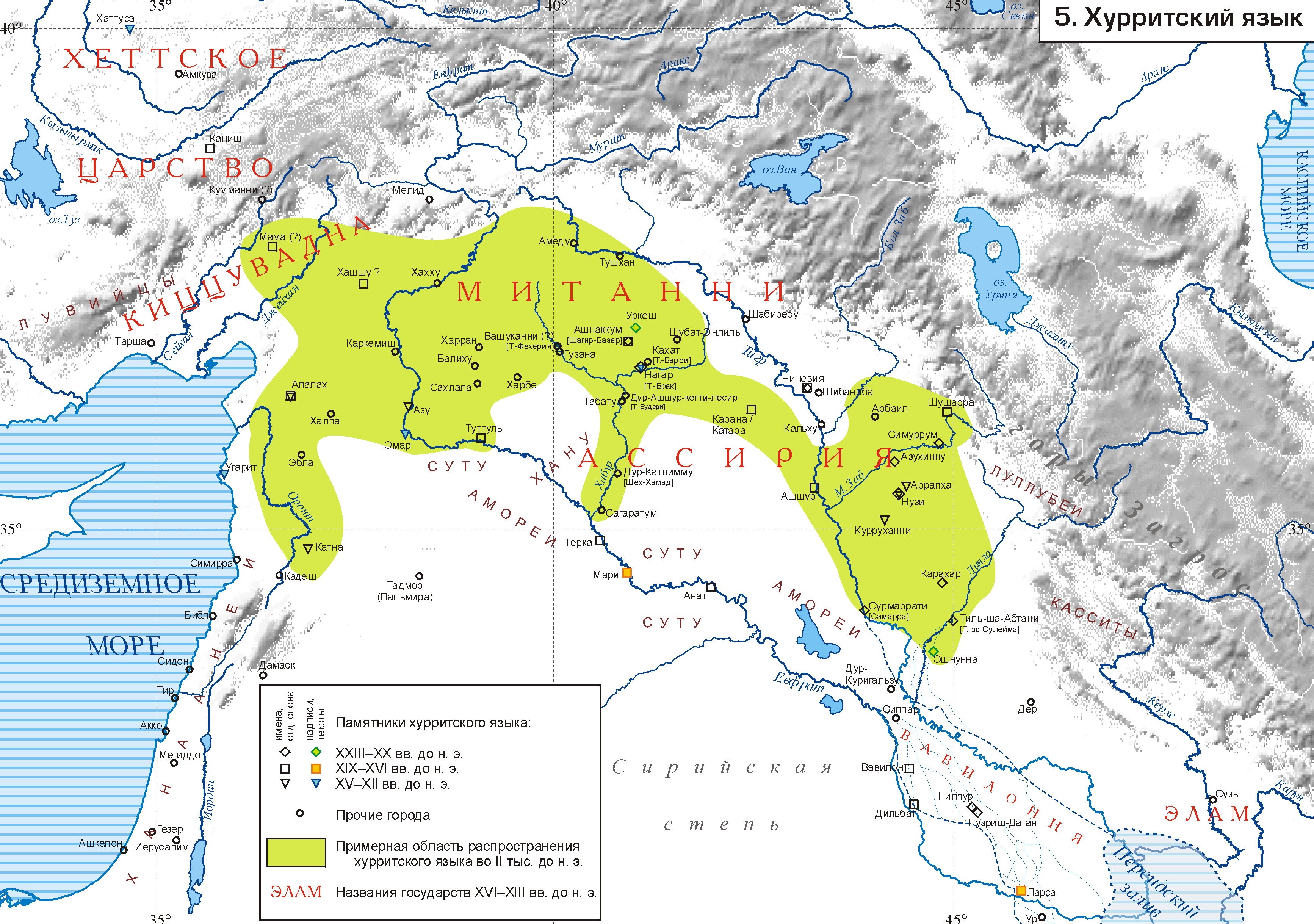
Распространение хурритского языка во II тысячелетии до н. э.

Хурритская литература — литература, созданная на хурритском языке в Северной Месопотамии и Сирии во II тысячелетии до н. э. Включает эпические поэмы (в том числе переведённые с аккадского языка), исторические хроники, ритуальные песни. Хурритские тексты Угарита — стали старейшиим из известных науке образцов письменной музыки (приблизительно 1400 год до н. э.). В них встречаются имена четырёх авторов песен: Тапшинуни, Пуйя, Урния и Аммийа. Многие произведения сохранились частично в виде переводов на хеттский язык. Хурритская литература заметно повлияла на хеттскую, а через неё — на древнегреческую.